# Ifj. Wagner János
Ifjabb Wagner János (Pest, 1858. július 13. –‎ Budapest, 1908. június 18.) magyar építőmester.

## Élete, munkái
Idősebb Wagner János és Redlich Klára fia. Fivére volt Wagner Ferenc (1860–1947), Wagner Ödön (1853–1928) és Wagner Gyula (1851–1947) építészek, továbbá Wagner György, aki Budapest tiszti főorvosa lett.
Egyes források szerint édesapja legidősebb gyermeke volt, és 1848-ban született – halálakor viszont csak a beszámolók 50 vagy 49 évesnek írták, eszerint 1858/1859 körül születhetett, és több testvérénél fiatalabb volt.
Építőmesterként (és talán építészként is) dolgozott, nevéhez fűződnek az első Budapesti Gőzmalom Rt. (korábban: Werther-malom) Zsigmond utcai telepének gépháztervei, a Budapesti Takarékpénztár Dorottya/Wurm/Mária Valéria utca sarkán lévő házának átalakítása, és a svábhegyi 7173. helyrajzi számon fekvő nyaraló megépítése. 1895-ben ő tervezte a Nemzeti Múzeum 2 őrházát is.
Halálát szívszélhűdés és ütőérelmeszesedés okozta. A Farkasréti temetőben temették el.

### Családja
Felesége Reischl Valéria volt, Reischl Károly főmérnök, műszaki tanácsos és Schäffer Mária lánya, akivel 1890. augusztus 7-én a Belvárosi plébániatemplomban kötött házasságot. Sógora Szörényi-Reischl Gusztáv (1881–1956) műépítész volt.